# Don Smithers
Don Leroy Smithers (* 17. Februar 1933 in New York City) ist ein US-amerikanischer Musikhistoriker und Interpret auf Naturtrompete und Zink, Pionier der Wiederbelebung des Spiels auf der historisch getreuen Naturtrompete.

## Leben und Werk
Nach Studien an den Universitäten Hofstra, New York und Columbia promovierte Don Smithers 1967 in Oxford im Fach Musikgeschichte, wurde daraufhin Associate Professor an der Syracuse University und 1975 Dozent für Musikgeschichte und historische Aufführungspraxis am Königlichen Konservatorium, Den Haag, Niederlande.
Als Musikhistoriker hat Don Smithers bahnbrechende Forschung zur Barocktrompete, zu deren sozialem und geschichtlichen Kontext sowie deren allegorischem Aspekt geleistet sowie zahlreiche Artikel und Bücher veröffentlicht. Sein besonderes Interesse gilt den Werken Johann Sebastian Bachs und den in ihnen enthaltenen Partien für Blechblasinstrumente. Don Smithers hat maßgeblich Anteil an der Wiederbelebung historisch basierter Spieltechniken auf authentischen Instrumenten und Mundstücken.
Darüber hinaus hat Smithers zur Wiederentdeckung zahlreicher wichtiger vergessener Werke vor allem aus dem Bereich der Alten Musik beigetragen, darunter der vollständigen Musik aus dem Archiv der bischöflichen Residenz in Kroměříž (Tschechien), in dem sich bedeutende Werke von Biber, Schmelzer und Vejvanovský für Trompete finden. 
1968 richtete Smithers eine Kopie der kompletten Sammlung auf Mikrofilm an der Syracuse University ein. In jüngerer Zeit war Smithers verantwortlich für die Verfilmung sämtlicher Musikhandschriften des Schlossarchivs Sondershausen, unter denen sich ein Großteil der erhaltenen Kantaten Gottfried Heinrich Stölzels befindet.
Nach frühen Aufnahmen mit Ensembles wie New York Pro Musica, Musica Reservata und Studio der frühen Musik begann Smithers seine solistische Aufnahmetätigkeit auf der Trompete und dem Zinken mit Ensembles aus England, Italien und Deutschland. Er legte zahlreiche Soloaufnahmen vor und war an der ersten Gesamtaufnahme der Kantaten J.S. Bachs auf Originalinstrumenten unter Gustav Leonhardt und Nikolaus Harnoncourt beteiligt. Als erster in unserer Zeit spielte er Partien wie die der Kantaten BWV 77, Du sollt Gott, deinen Herren, lieben und 90, Es reißet euch ein schrecklich Ende auf der Kopie einer historisch getreuen Naturtrompete ohne Hilfsmittel und mit einem authentischen Mundstück aus dem 18. Jahrhundert. Auf seiner letzten Schallplattenveröffentlichung aus dem Jahr 1980 sind u. a. die anspruchsvollen Sonaten Heinrich Ignaz Franz Bibers und Carl Heinrich Bibers sowie Mozarts Divertimento KV 188 mit einem solchen Instrument aufgenommen.
Smithers’ gesangliche Spielweise entspricht den in vielen historischen Quellen betonten Gemeinsamkeiten zwischen Gesang und Instrumentalspiel.

## Schriften (Auswahl)
Bücher
- The Music and History of the Baroque Trumpet before 1721, London, Dent, 1973 (Zweite Auflage Buren, Niederlande und Carbondale, USA, 1988)
- Trumpets, Horns, and Bach Abschriften at the time of Christian Friedrich Penzel: Probing the Pedigree of BWV 143, Frankfurt, Peter Lang, 2015

Artikel
- The trumpets of J.W. Haas: a survey of four generations of Nuremberg brass instrument makers, Galpin Society Journal, xviii, London, 1965
- Music for the Prince-Bishop, Music and Musicians, XVIII, 8 (April), 24–27, 1970
- The Habsburg imperial Trompeter and Heerpaucker privileges of 1653, Galpin Society Journal, xxiv, London, 1971
- Das Spiel auf der Barock-Trompete (mit Wogram, Klaus und John Bowsher), Spektrum der Wissenschaft, 1986
- Gottfried Reiches Ansehen und sein Einfluß auf die Musik Johann Sebastian Bachs, Bach-Jahrbuch 73, 113–150, 1987
- An Interview with Don L. Smithers, ITG Journal 13, no. 2, 1988, 11–20
- A New Look at the Historical, Linguistic and Taxonomic Bases for the Evolution of Lip-blown Instruments from Classical Antiquity until the end of the Middle Ages, Historic Brass Society Journal 1, 3–64, 1989
- Bach, Reiche and the Leipzig Collegia Musica, Historic Brass Society Journal 2, 1–51, 1990
- The Emperors’ New Clothes Reappraised; or Bach’s Musical Resources Revealed, BACH, The Journal of the Riemenschneider Bach Institute, XXVIII, 1–81, 1997

## Diskographie (Auswahl)
- A Florentine Festival, Musica Reservata, Morrow & Beckett (Argo ZRG 602, 1968)
- Music for Trumpet and Cornetto (Werke von Grossi, Buonamente, Viviani u. a.) Argo ZRG 601, 1969
- Festliche Trompetenmusik des Barock, Academy of St. Martin-in-the-Fields (Werke von Telemann, Schmelzer, Vejvanovský u. a.), Philips 6500 110, 1970
- Die virtuose Trompete, I Musici (Werke von Torelli, Perti u. a.), Philips 6500 304, 1971
- Virtuose Trompetenkonzerte aus Barock und Rokoko (Werke von Richter, Graupner, Querfurth, M. Haydn), BASF MPS 25 21778-7, 1973
- Bach-Trompete, Philips 6500 925, 1975
- Two Centuries of Trumpet (Werke von H. I. F. und C. H. Biber, Altenburg, Vejvanovský, Mozart u. a.), 2 LPs, Philips 6769 056, 1980